# 풍산읍
풍산읍(豊山邑)은 대한민국 경상북도 안동시의 읍이다.

## 연혁
- 신라 때 하지현(下枝縣)이었으며 경덕왕 때 영안현(永安縣)으로 고쳐 예천군의 속현이 되었다.[1]
- 고려 때 풍산현(豊山縣)으로 고쳤으며 명종때 감무를 두었다가 안동부(安東府)에 예속
- 1914년 3월 1일 : 행정구역 통폐합시 안동군 풍현내면과 서선면을 병합하여 풍산면을 설치

| 조선총독부령 제111호 |                                                                       |
| 구 행정구역          | 신 행정구역                                                           |
| 안동군 풍현내면      | 풍산면 마애동, 상교동, 안교동, 하리동                                 |
| 안동군 서선면        | 풍산면 계평동, 노동, 막곡동, 수곡동, 수동, 회곡동                     |
| 안동군 풍북면        | 풍산면 괴정동, 만운동, 현애동, 죽전동, 매곡동, 서미동, 신양동, 오미동 |
- 1934년 4월 1일 : 풍북면과 풍서면 일부 편입
- 1973년 7월 1일 : 풍산읍으로 승격
- 1987년 1월 1일 : 단호리가 남후면에 편입

## 행정 구역
| 법정리 | 행정리                    | 비고                   |
| ------ | ------------------------- | ---------------------- |
| 계평리 | 계평리                    |                        |
| 괴정리 | 괴정리                    |                        |
| 노리   | 노리                      |                        |
| 마애리 | 마애리                    |                        |
| 막곡리 | 막곡1리, 막곡2리          |                        |
| 만운리 | 만운1리, 만운2리          |                        |
| 매곡리 | 매곡1리, 매곡2리          |                        |
| 상리리 | 상리1리, 상리2리, 상리3리 |                        |
| 서미리 | 서미1리, 서미2리          |                        |
| 소산리 | 소산1리, 소산2리          |                        |
| 수리   | 수1리, 수2리              |                        |
| 수곡리 | 수곡1리, 수곡2리          |                        |
| 신양리 | 신양1리, 신양2리, 신양3리 |                        |
| 안교리 | 안교1리, 안교2리, 안교3리 | 읍 행정복지센터 소재지 |
| 오미리 | 오미1리, 오미2리          |                        |
| 죽전리 | 죽전리                    |                        |
| 하리리 | 하리1리, 하리2리          |                        |
| 현애리 | 현애리                    |                        |
| 회곡리 | 회곡리                    |                        |

## 교육 기관
- 풍산초등학교
- 풍산초등학교 안양분교(2006년 폐교) : 풍산읍 신양로 423 (신양리)
- 풍북초등학교
- 서선초등학교
- 풍동초등학교(1999년 폐교) : 풍산읍 풍산태사로 1708-3 (회곡리)
- 풍산중학교
- 풍산고등학교

## 주요 기관
- 안동시 농산물도매시장
- 한국농어촌공사 안동지사
- 경상북도립안동도서관 풍산분관
- 국립종자원 경북지소
- 경상북도 북부청사
- 안동교도소

## 교통
- 국도 제34호선
- 중앙고속도로 서안동 나들목

## 같이 보기
- 안동시
- 대한민국의 행정 구역
- 대한민국의 지리